# Prefectura de Kanagawa
La prefectura de Kanagawa (神奈川県, Kanagawa-ken) és una prefectura del Japó que es troba a la regió de Kanto, a l'illa de Honshu. Kanagawa és la segona prefectura del Japó en població amb 9.217.098 habitants a data d'agost de 2020 i té una superfície total de 2.415 quilòmetres quadrats, sent la quarta prefectura més xicoteta del Japó per superfície. La prefectura de Kanagawa limita amb Tòquio al nord, amb la prefectura de Yamanashi al nord-oest i amb la prefectura de Shizuoka a l'oest.
Yokohama és la capital prefectural, així com la segona ciutat més populosa del Japó. Altres ciutats importants de la prefectura són Kawasaki, Sagamihara i Fujisawa. La prefectura de Kanagawa està situada a la costa oriental del Japó que dona a l'oceà pacífic, fent costa amb la badia de Tòquio i la de Sagami, separades per la península de Miura, que es troba front a la península de Bōsō, a la prefectura de Chiba. Kanagawa forma part de l'àrea metropolitana de Tòquio o "gran Tòquio", l'àrea metropolitana més populosa del món, fent de Yokohama i altres ciutats pròximes suburbis o ciutats dormitori de Tòquio. La prefectura de Kanagawa, coneguda llavors com la província de Sagami, fou el centre polític i econòmic del Japó durant el període Kamakura, quan Kamakura fou la capital de facto i ciutat més populosa del país com a seu del bakufu Kamakura, entre 1185 i 1333. La prefectura, i en especial la seua regió sud, ha esdevingut una destinació turística popular entre els habitants de l'àrea metropolitana de Tòquio, consagrant a llocs com Kamakura, Hakone o Enoshima com a destinacions populars.

## Geografia

### Política
Kanagawa és una prefectura relativament xicoteta localitzada a la banda sud-est de la plana de Kantō, limitant amb Tòquio al nord, amb els peus del mont Fuji al nord-est i la badia de Sagami i la de Tòquio al sud i a l'est respectivament. La part oriental de la prefectura és relativament plana i fortament urbanitzada, incloent les grans ciutats portuàries de Yokohama i Kawasaki.
L'àrea meridional propera a la península de Miura està menys urbanitzada, amb la ciutat de Kamakura, que actua de reclam turístic amb els seus temples i santuaris. La part occidental, que limita amb la prefectura de Yamanashi i la prefectura de Shizuoka cap a l'est és més muntanyosa i té zones turístiques i d'esplai com Odawara i Hakone. L'àrea, que s'estén 80 quilòmetres d'oest a est i 60 quilòmetres de nord a sud abasta 2.400 quilòmetres quadrats de territori, el que representa el 0'64% del territori total del Japó.
A data de l'1 d'abril de 2012 el 23% de la superfície total de la prefectura de Kanagawa havia estat designada com a parcs nacionals, com el parc nacional Fuji-Hakone-Izu, el parc quasi nacional Tanzawa-Ōyama i els parcs prefecturals de Jinba Sagamiko, Manazuru Hantō, Okuyugawara i Tanzawa-Ōyama.

### Física
Físicament, la prefectura de Kanagawa presenta tres àrees ben diferenciades. La muntanyosa regió occidental, amb la serralada de Tanzawa i el mont Hakone. La regió oriental, caracteritzada per els seus pujols, els pujols de Tama, així com la península de Miura. La regió central, envoltada pels pujols de Tama i la península de Miura, consisteix en un terreny pla i baix al voltant de grans rius com el riu Sagami, Sakai, Tsurumi i Tama.

### Districtes
A més de tot això, Kanagawa també està dividida en districtes, una mena de comarques que fá d'agrupació administrativa de petits municipis (pobles i viles).
| Districtes de la prefectura de Kanagawa | | |                                       |
|                                         | - Districte d'Aikō - Aikawa - Kiyokawa - Districte d'Ashigarakami - Kaisei - Matsuda - Nakai - Ōi - Yamakita | - Districte d'Ashigarashimo - Hakone - Manazuru - Yugawara - Districte de Kōza - Samukawa - Districte de Miura - Hayama | - Districte de Naka - Ninomiya - Ōiso |

## Govern

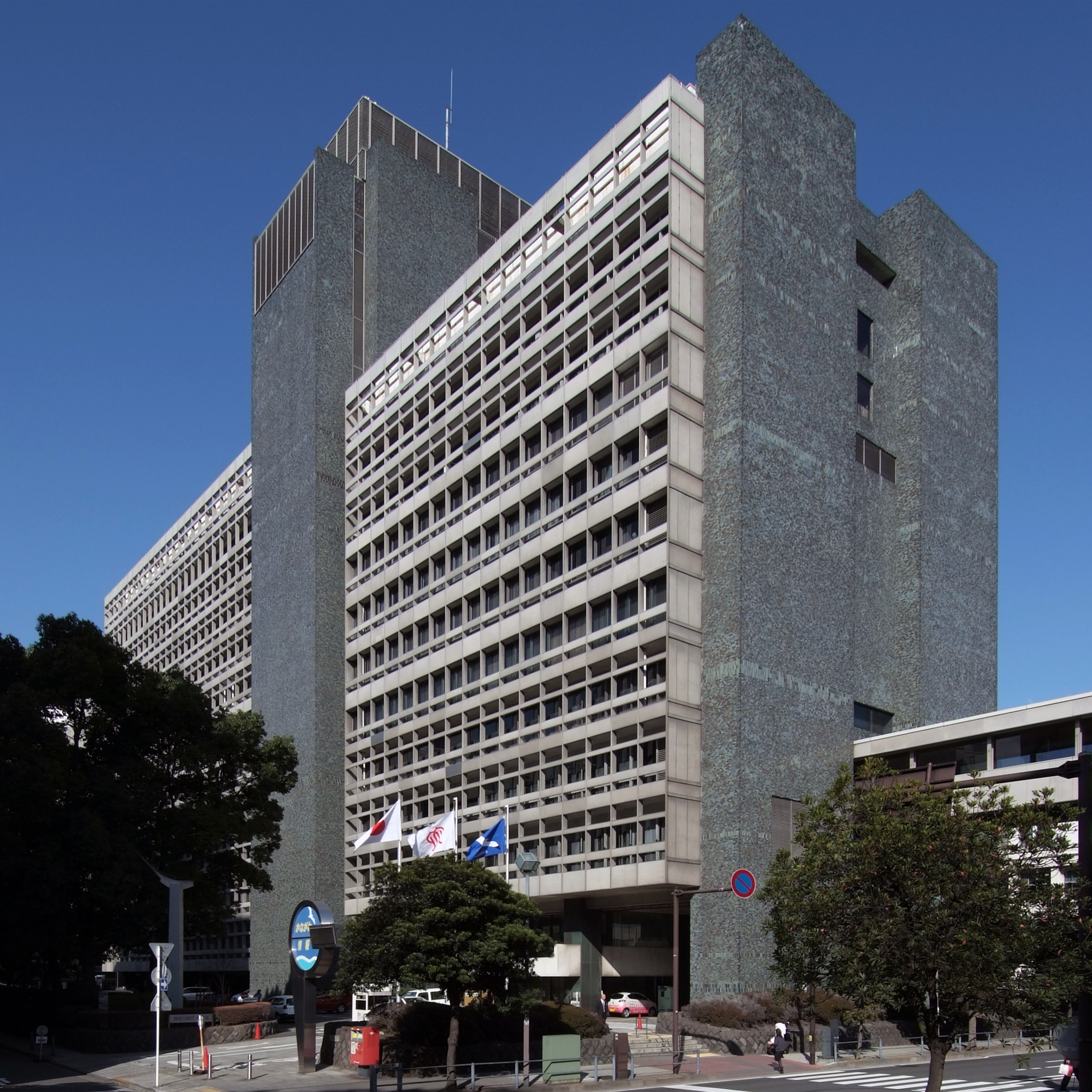
Edifici del govern de Kanagawa

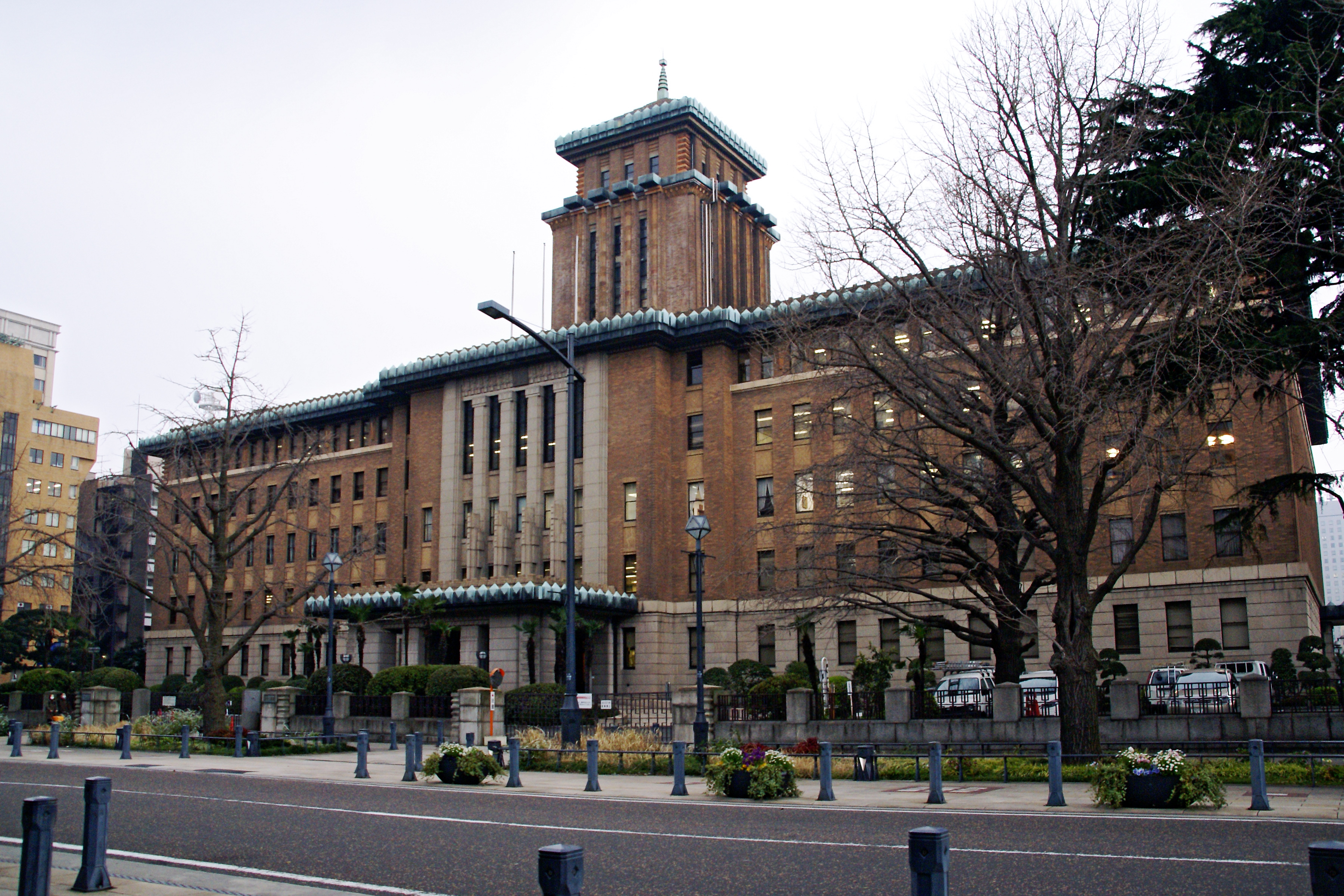
Antiga seu del govern

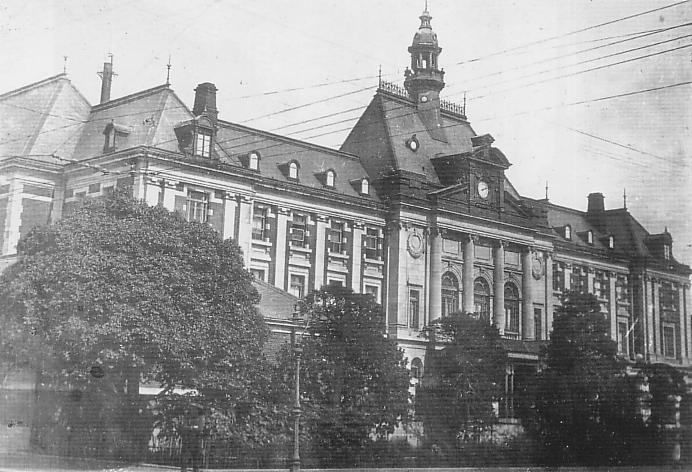
El Govern de Kanagawa abans del Gran terratrèmol de Kantō.

### Governador
En aquesta taula només es reflecteixen els governadors democràtics, és a dir, des de l'any 1947.
| Governador          | Inici del mandat | Fi del mandat | Partit | Partit      |
| Iwatarō Uchiyama    | 1947             | 1967          |        | Independent |
| Bungo Tsuda         | 1967             | 1975          |        | Independent |
| Kazuji Nagasu       | 1975             | 1995          |        | PCJ         |
| Hiroshi Okazaki     | 1995             | 2003          |        | Independent |
| Shigefumi Matsuzawa | 2003             | 2011          |        | Independent |
| Yūji Kuroiwa        | 2011             | -             |        | Independent |

### Assemblea Prefectural
La composició després de les eleccions del 2019 és la següent:
| Partit | Partit                                        | Partit | Membres  |
| ------ | --------------------------------------------- | ------ | -------- |
|        | Partit Liberal Democràtic de Kanagawa         | PLD    | 50 / 105 |
|        | Partit Democràtic Consititucional de Kanagawa | PDC    | 26 / 105 |
|        | Kōmeitō                                       | KMT    | 8 / 105  |
|        | Poble de Kanagawa-Fòrum Demòcrata             | PDG    | 8 / 105  |
|        | Partit Comunista del Japó                     | PCJ    | 5 / 105  |
|        | Moviment Kanagawa Network                     | Net    | 1 / 105  |
|        | Independents                                  | Ind    | 7 / 105  |
|        | Escons vacants                                |        | 0 / 105  |

### Símbols prefecturals

Bandera de Kanagawa

Escut de Kanagawa

La bandera prefectural consiteix en una estilització en roig del kanji "神" (Kami, Déu) que és el primer ideograma de la paraula "Kanagawa". Tant la bandera com l'escut van ser aprovats per decret el 4 de novembre de 1948 després de passar un concurs públic. Segons la llei, allò únicament oficial és l'emblema o escut, sent la bandera una simple representació de l'emblema sobre el teixit. La bandera prefectural es troba present a l'àmbit públic juntament amb el hinomaru i els símbols municipals si escau.

## Economia

### Infraestructura

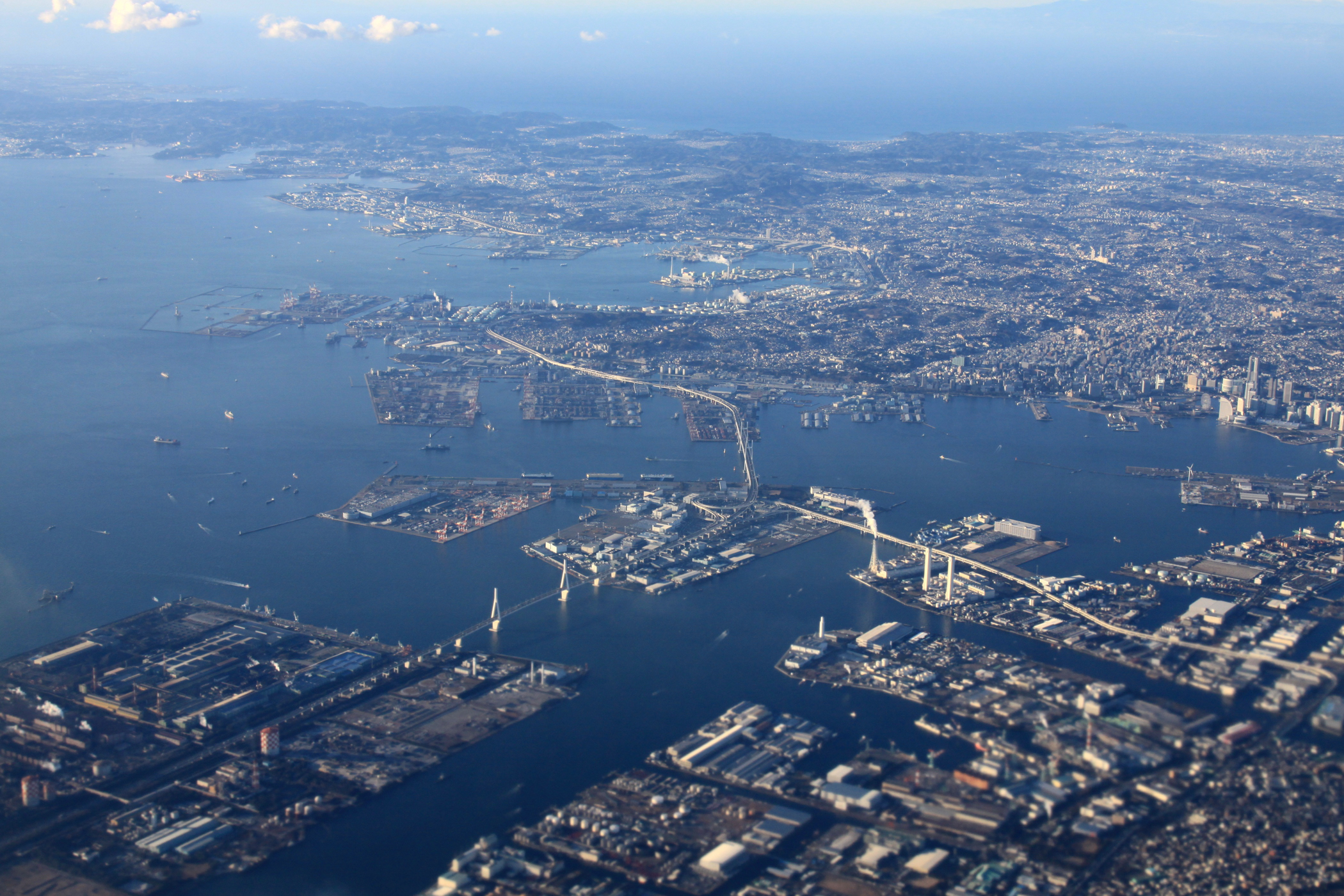
Port de Yokohama

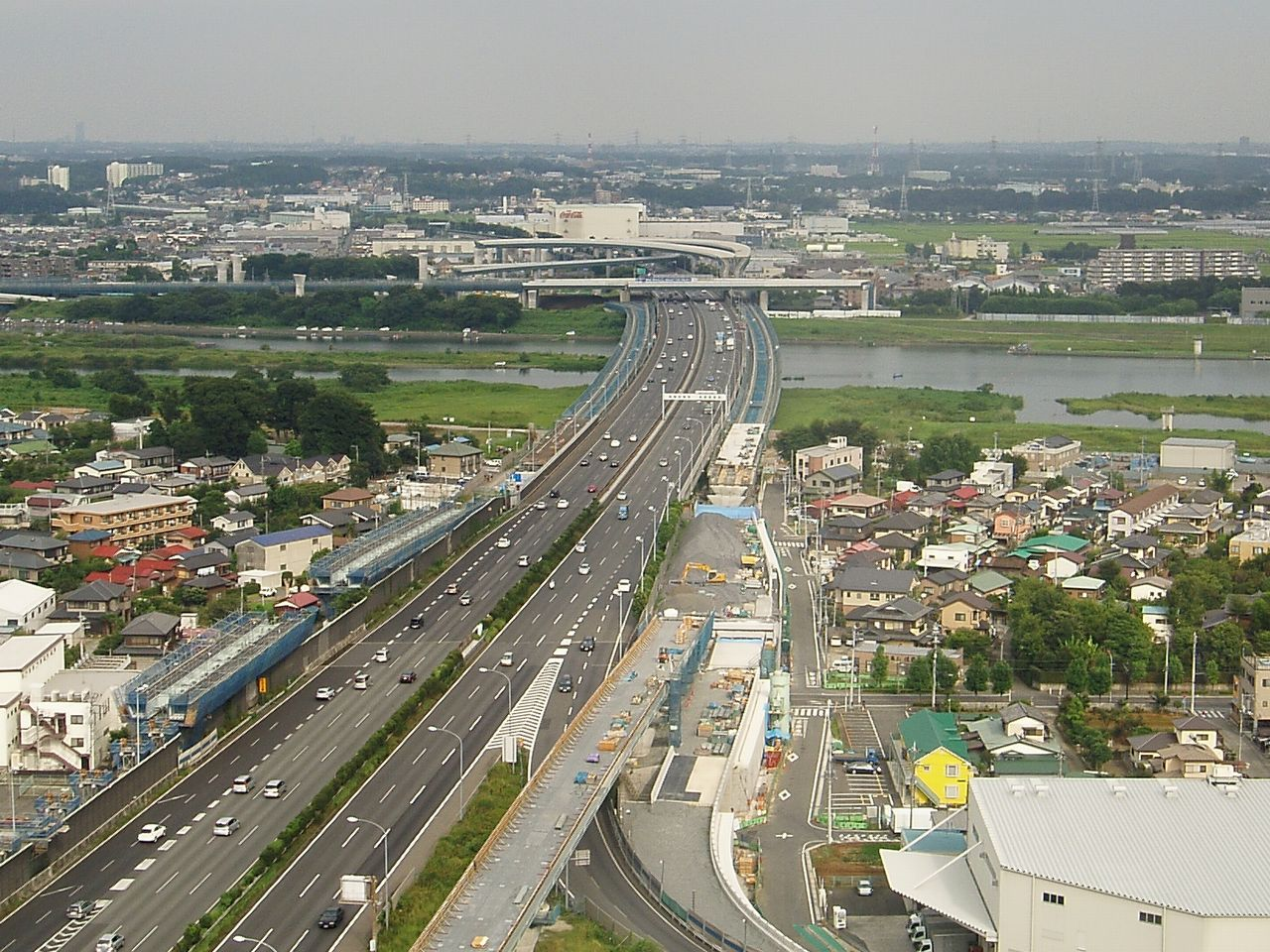
Autopista Tômei (Tòquio-Nagoya) al seu pas per Atsugi.

#### Ports
- Port de Yokohama
- Port de Yokosuka
- Port de Misaki (Miura)

#### Xarxa viària
- Autopista Tōmei - Autopista Central - Autopista Metropolitana de Tòquio - Aqua-Line Badia de Tòquio
- Nacional 1 - Nacional 15 - Nacional 16 - Nacional 20 - Nacional 129 (exclusivament a Kanagawa) - Nacional 132 - Nacional 133 - Nacional 134 - Nacional 135 - Nacional 138 - Nacional 246 - Nacional 255 - Nacional 357 - Nacional 409 - Nacional 412 - Nacional 413 - Nacional 466 - Nacional 467

#### Ferrocarril

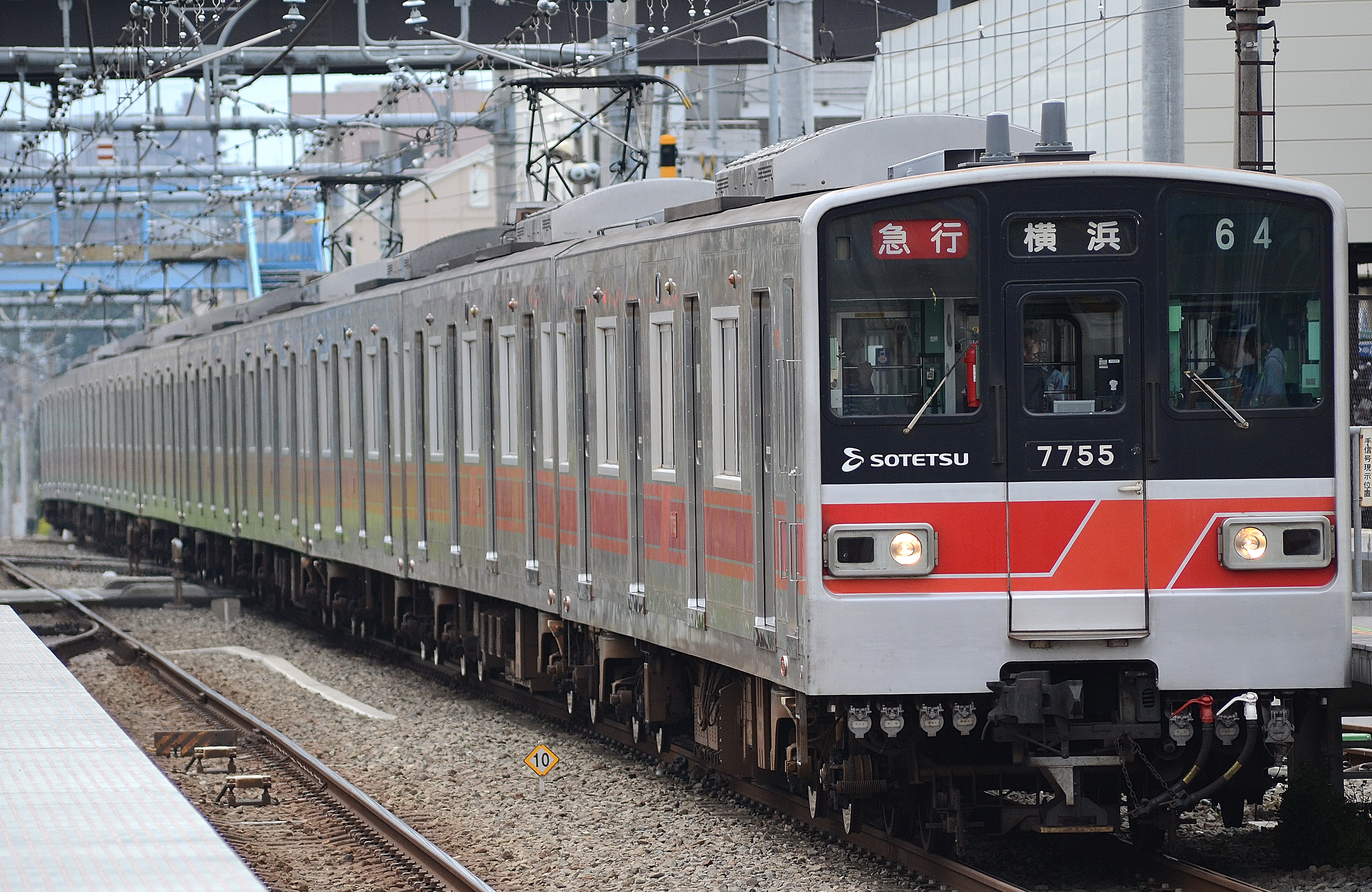
Ferrocarril de Sagami (Sotetsu)

- Companyia de Ferrocarrils del Japó Oriental (JR East)
- Companyia de Ferrocarrils del Japó Central (JR Central)
- Ferrocarril Elèctric Exprés Keihin (Keikyū)
- Ferrocarril Elèctric Exprés d'Odawara (Odakyū)
- Ferrocarril de Sagami (Sotetsu)
- Ferrocarril Elèctric Exprés de Tòquio (Tōkyū)
- Ferrocarril Ràpid de Yokohama (Línia Minatomirai)
- Ferrocarril Elèctric Keiō (Keiō)
- Ferrocarril Izu-Hakone
- Ferrocarril Elèctric d'Enoshima (Enoden)
- Metro de Yokohama
- Monocarril de Shōnan
- Línia Seaside Yokohama

## Societat

Mapa de creixement demogràfic per municipi. El verd simbolitza el creixement positiu, el roig, el negatiu.

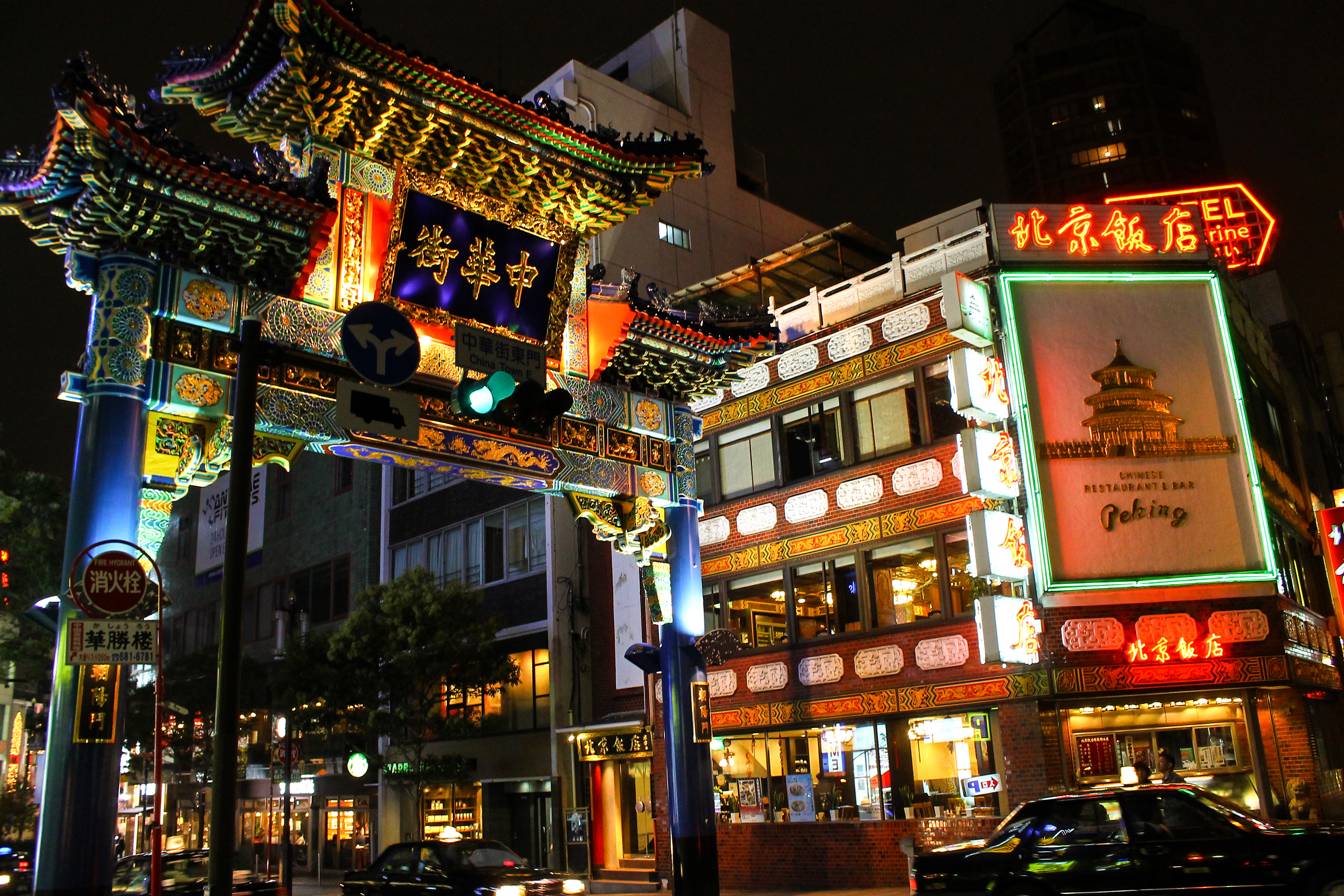
Entrada a Yokohama Chinatown

### Demografia
La prefectura de Kanagawa és una de les més populoses de tot el Japó.
| 1890      | 1900      | 1910      | 1920      | 1930      | 1940      | 1950      |
| --------- | --------- | --------- | --------- | --------- | --------- | --------- |
| 979.756   | 1.022.695 | 1.197.473 | 1.287.147 | 1.552.832 | 1.729.993 | 1.832.934 |
| 1960      | 1970      | 1980      | 1990      | 2000      | 2010      | 2020      |
| 1.993.403 | 2.250.087 | 2.527.330 | 2.602.460 | 2.644.391 | 2.636.092 | 2.581.570 |

#### La població xinesa
A la zona més oriental de la prefectura i en especial al nord-est, a les ciutats de Yokohama i Kawasaki existeix una important comunitat xinesa o d'origen xinés que té com a núcli el Yokohama Chinatown o ciutat xinesa de Yokohama (中華街, Chuuka-gai), la ciutat d'immigrants xinesos més gran del món. Tot i estar prou integrats, els xinesos de Yokohama disposen d'escoles i comerços xinesos amb una gran varietat de productes. És també conegut el barri xinès pels seus restaurants de cuina xinesa amb plats com el ramen, el gyōza o el chāhan, arròs fregit i amanit. Només a Yokohama viuen entre 3.000 i 4.000 xinesos, majoritàriament provinents de la província de Canton.